# 범억
범억(氾嶷, ? ~ 194년)은 중국 후한 말의 정치가이다.

## 행적
여포를 섬겼다.
194년, 여포가 조조를 기습할 때 진궁의 지시로 파견되어 범현을 점령하려고 했는데, 이에 범현의 관리와 백성들이 두려워했다.
그러나 정욱이 늑윤에게 범현을 지키게 할 것을 설득시키자 범억은 늑윤을 만날 때 매복하고 있던 병사의 공격을 받아 살해당했으며, 후에 범현의 병사들과 백성들이 결속해 성을 지켰다고 한다.